# Intelsat VA F-10
Intelsat VA F-10 (auch Intelsat 5A F10, Intelsat 510) war die Bezeichnung eines kommerziellen Kommunikationssatelliten des Satellitenbetreibers Intelsat.

## Missionsverlauf
Der Start des Satelliten erfolgte am 22. März 1985 auf einer Atlas-G-Trägerrakete von der Cape Canaveral Air Force Station. Er wurde im geostationären Orbit positioniert.
Während seiner Betriebszeit war er auf folgenden Positionen stationiert:
| Jahre     | Position        |
| --------- | --------------- |
| 1985–1992 | 174° Ost        |
| 1992–1995 | geneigter Orbit |
| 1995      | 66° Ost         |
| 1995–1996 | 57° Ost         |
| 1996–1999 | 33° Ost         |

Im Juli 1999 wurde der Satellit in einen Friedhofsorbit manövriert und außer Betrieb genommen.

## Technische Daten
Ford Aerospace baute den Satelliten auf Basis des Intelsat-VA-Satellitenbusses und rüstete ihn mit 26 C-Band- und 6 Ku-Band-Transpondern aus. Mit ihnen konnte er 15.000 Telefongespräche und zwei Fernsehkanäle gleichzeitig übertragen. Des Weiteren war er dreiachsenstabilisiert und wog etwa zwei Tonnen. Er wurde durch zwei große Solarmodule und Batterien mit Strom versorgt, seine geplante Lebensdauer lag bei sieben Jahren, welche er um sieben Jahre übertraf.